# Piff och Puff och boven
Piff och Puff och boven (engelska: The Lone Chipmunks) är en amerikansk animerad kortfilm med Piff och Puff från 1954.

## Handling
Svarte Petter är en skurk och rånar banken i en stad i Vilda Västern. Han gömmer pengarna i ett träd, som visar sig vara Piff och Puffs hem. Det dröjer inte länge förrän de båda blir ett problem för Petter.

## Om filmen
Filmen återanvänder delvis animation från den tidigare Disney-kortfilmen Jan Långben blir sheriff från 1952.
Filmen har haft flera svenska titlar genom åren, bland annat Piff och Puff och boven, Piff och Puff i vilda västern och Tjipp och Tjopp och boven.

## Rollista
- Billy Bletcher – Svarte Petter
- James MacDonald – Piff
- Dessie Flynn – Puff[2]